# Eva Fabiánová
Eva Fabiánová (* 27. Dezember 1991) ist eine tschechische Grasskiläuferin. Sie gehört dem Nationalteam der tschechischen Grasskimannschaft an und bestritt in der Saison 2009 ihre ersten Weltcuprennen.

## Karriere
Eva Fabiánová nimmt seit dem Jahr 2009 an internationalen Grasskirennen teil. Im Mai fuhr sie mehrere Rennen im Tschechien-Cup, am 5. Juni bestritt sie ihr erstes FIS-Rennen und am folgenden Tag gab sie in der Super-Kombination von Wilhelmsburg ihr Debüt im Weltcup. Sie belegte den zwölften Rang und gewann damit ihre ersten Weltcuppunkte. Ein zweites Mal fuhr sie am 5. Juli mit Rang neun im Slalom von Čenkovice in die Punkteränge, womit sie in der Saison 2009 den 13. Gesamtrang erreichte. Im September nahm die Tschechin an der Weltmeisterschaft 2009 in Rettenbach teil, wo sie Sechste im Slalom, Achte im Super-G und Elfte im Riesenslalom wurde. In der Super-Kombination wurde sie nach einem Torfehler disqualifiziert. In der Saison 2010 nahm Fabiánová nur an FIS-Rennen und Rennen des Tschechien-Cups teil, in denen ihr wie im Vorjahr ein Sieg und mehrere Podestplätze gelangen. Im Weltcup startete sie erst wieder am 2. Juli 2011 in der Super-Kombination von Olešnice v Orlických horách. In diesem Rennen erreichte sie den dritten Rang und damit ihren ersten Weltcup-Podestplatz. Im Rest der Saison 2011 nahm sie nur an zwei weiteren Weltcuprennen teil, die sie jeweils auf Platz sieben beendete. Bei der Weltmeisterschaft 2011 in Goldingen fuhr Fabiánová auf Platz sieben im Slalom und Rang 15 im Super-G. Erfolgreicher war sie bei der gleichzeitig ausgetragenen Juniorenweltmeisterschaft, bei der sie die Silbermedaille im Slalom und Bronze in der Kombination gewann. Zudem wurde sie Vierte im Riesenslalom und Zehnte im Super-G. In der Saison 2012 nahm Fabiánová an keinen Wettkämpfen teil.

## Erfolge

### Weltmeisterschaften
- Rettenbach 2009: 6. Slalom, 8. Super-G, 11. Riesenslalom
- Goldingen 2011: 7. Slalom, 15. Super-G

### Juniorenweltmeisterschaften
- Goldingen 2011: 2. Slalom, 3. Kombination, 4. Riesenslalom, 10. Super-G

### Weltcup
- Ein Podestplatz und drei weitere Platzierungen unter den besten zehn